# Shiodome City Center
Shiodome City Center (汐留シティセンター 'Shiodome Shiti Sentā'?) es un rascacielos situado en la zona Shiodome de Minato, Tokio, Japón administrado por Mitsui Fudosan.

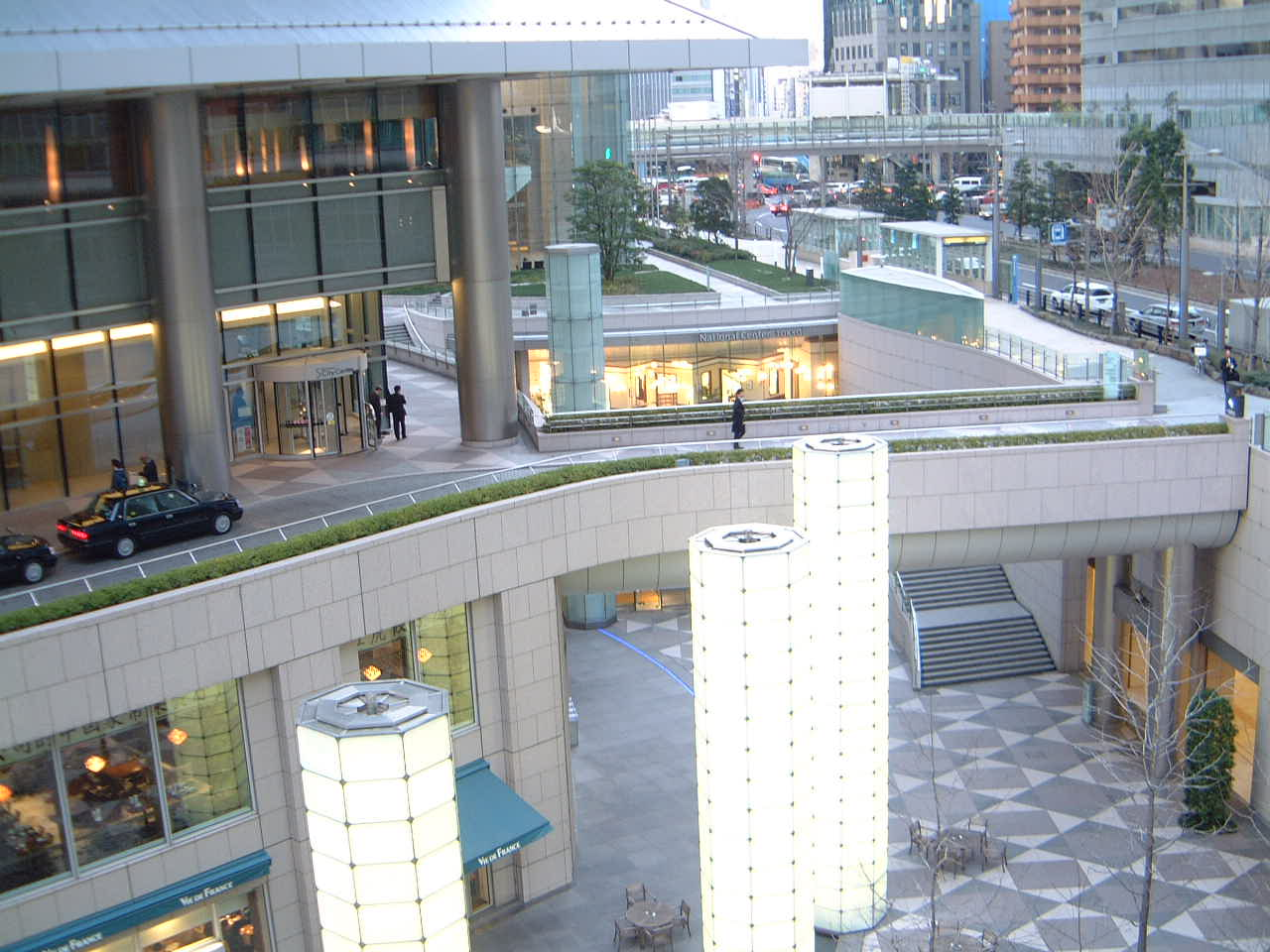
Subterráneo de Shiodome City Center

La sede mundial de Fujitsu está en Shiodome City Center. La aerolínea All Nippon Airways mantiene su sede y una oficina de billetes en el edificio. Las sucursales Air Nippon, ANA & JP Express, y All Nippon Airways Trading tienen también su sede en el edificio. Air Japan, una sucursal de ANA, tiene algunas oficinas en Shiodome City Center. Mitsui Chemicals tiene su sede en Shiodome City Center.
El edificio, que abrió en 2003, tiene un relación del área de planta de 1200%.

## Historia
En 2002 All Nippon Airways (ANA) anunció que iba a ocupar hasta 10 plantas en el entonces en construcción Shiodome City Center. Trasladaba su sede desde el Aeroupuerto Internacional de Tokio. ANA anunció que también iba a trasladar algunas sucursales al Shiodome City Center. Cuando Shiodome City Center abrió, Nippon Cargo Airlines trasladó su sede a la instalación. La aerolínea tenía su sede y su oficina de ventas del Este de Japón en la planta octava.

## Comercios
B2F:
- Aigan[13]
- ampm[14]
- Libro[15]
- Tomod's[16]
- Vie de France[17]

1F:
- Godiva Chocolatier[18]
- Porsche Center Ginza[19]

2F:
- Subway[20]

## Trasnsporte
El edificio está muy cerca de la Shimbashi Station y la Shiodome Station.

## Directorio de plantas
| 42F (planta 42) | 41F (planta 41) | 3F (planta 3) | 2F (planta 2) |
| --- | --- | --- | --- |
| 8 The OREGON Bar&Grill Parrilla americana y bar 9 EN Comida japonesa | 1 D4 TOKYO SUMIREYA Comida japonesa 2 D4 TOKYO THE BAR GEKKA Bar y cocina japonesa 3 D4 TOKYO BELVEDERE Italiano 4 D4 TOKYO GRAND CHINA Cocina cantonesa 5 SEIYUZAN Yakiniku con carne de primera 6 Fish Bank TOKYO Francés global 7 MAJESTIC Bar y salón | 1 CENTRAL CLINIC Clínica 2 SHIODOME CITY CENTER DENTAL CLINIC Clínica dental 3 ABC Cooking Studio Escuela de cocina 4 ASK TOKYO (Academy Schwartzkopf) Academia de Peluquería | 1 EDO Cocina japonesa 2 NODOGUROTEI Sushi 3 GINZA-SHIODOME REAL PLAN CENTER Bienes inmuebles 4 SUBWAY Sándwich 5 Nihonbashi Bonbori Shiodome "Shiobon" Pollo a la barbacoa-tienda especializada 6 OJORI Cocina coreana hecha a mano 7 BOMBAY CLUB Cocina creativa india 8 OLD MAN'S UN SHIODOME Cocina creativa |
| 1F (planta 1) | B1F (sótano 1) | B2F (sótano 2) | |
| 1 GODIVA Chocolatier Chocolate 3 STARBUCKS COFFEE Tienda de café 4 Chowder's Tienda de sopa especializada 5 Shiodome Quina Tienda especializada de taco y arroz 7 saladice Tienda especializada de ensaladas 8 Japanese Bento Delicatessen japonés 9 Niigata Yunotani Kokorotei Tienda de Onigiri (bola de arroz) 10 HOLE'D BAGUETTE Tienda especializada de perritos calientes europeos 11 TOO ONE DELI collections Comida japonesa y occidental 12 COOPERS Café y Pub 13 Porsche Center Ginza Importador de coches | 1 KYOSAI Fideos Soba y bar de estilo japonés 2 MUSASHINO SABO Té y postres 3 Benitora Gyozabo Cocina china hecha a mano 4 SINGAPORE HAINAN CHI-FAN Cocina de Singapur 5 NADAITONKATSU KATSUKURA KYOTO SANJYO Tienda especializada de chuleta de cerdo frita 6 MORINO MIYAKO TASUKE Lengua de ternera a la parrilla Sandai 7 Café HAITI Café original y cocina de Haití 8 SANKEI Yakitori y Pollo 9 Ducky Duck Pasta y pasteles 10 KITAKATA RA-MEN BANNAI KOBOSHI Fideos (Ramen) 11 MUGIBO-YA Cocina de cebada del sur de Europa 12 VIETNAM FROG Cocina vietnamesa | 1 VIE DE FRANCE Panadería y cafetería 2 DASHING DIVA Boutique de uñas y salón de belleza 3 ANA SQUARE Ticket/Viajes 5 BLENZ Coffee Café 6 Tomod's Farmacia 7 SCC-Post Office Oficina de correos 8 TEMOMIN Relajación 9 helfen Relajación 10 Sumitomo Mitsui Banking Corp. ATM. Cajero automático 11 Claude MONET Salón de belleza 12 MISTER MINIT Reparación de calzado, duplicación de llaves 13 LIBRO Libros 14 PRONTO IL BAR Bar español 15 FedEx Kinko's Tienda de artículos de negocios 16 45 Digital Conveni Fotografía, procesamiento, tarjetas de visita, impresión, señales, ofertas 17 am/pm Tienda de artículos varios 18 Gaba One-to-One English Inglés 19 AIGAN Anteojos, gafas de sol, audífonos | |